# Ар'яссааре
А́р'яссааре (ест. Arjassaare küla) — село в Естонії, у волості Пиг'я-Сакала повіту Вільяндімаа.

## Населення
Чисельність населення на 31 грудня 2011 року становила 30 осіб.

## Географія
Через населений пункт проходить автошлях 24101 (Піліствере — Імавере).

## Історія
З 7 травня 1992 до 21 жовтня 2017 року село входило до складу волості Кио.